# Tomas
Tomas eller Thomas (kortform Tom) är ett förnamn och mansnamn, som också används som efternamn, speciellt i engelsktalande länder. Det baseras på det grekiska Θωμᾶς (Thōmas) som i sin tur hämtats från arameiskans ord för tvilling – תאומא (te'oma). På hebreiska heter ordet för tvilling תאום (tə'ōm).
Den vanligaste stavningen i dagens svenska är med th.
Äldsta belägg i Sverige, en runinskrift från 1000-talet.
Namnet var ett modenamn på 1950-talet och var på 1960-talet ett av de tio vanligaste tilltalsnamnen. År 2003 fick 502 pojkar namnet, varav 44 fick det som tilltalsnamn.
För den 31 december 2013 föreligger följande upplysningar om antal personer bosatta i Sverige:
- Med efternamnet Thomas 537, Tomas 105, totalt 640.
- Män med förnamnet Thomas 50605, Tomas 33753, Thomaz 45 totalt 84493.
- Män med tilltalsnamnet Thomas 38019, Tomas 21202, Thomaz 37, totalt 59245.
- Kvinnor med förnamnet Thomas 15, Tomas 17, totalt 32.
- Kvinnor med tilltalsnamnet Thomas 1, Tomas 0, totalt 1.

Namnsdag: i Sverige 21 december. I den finlandssvenska namnsdagslängden har Tomas namnsdag 21 december sedan starten 1929, då en egen namnsdagskalender togs i bruk för finlandssvenskar.

## Personer med förnamnet Thomas/Thomaz/Tomas

### Utan efternamn
- Tomas (apostel)
- Thomas ärkediakonen (1200–1268), venetiansk historisk författare
- Tómas Guðmundsson (1901–1983), isländsk författare och tidskriftsredaktör
- Thomas Simonsson (1380–1443), biskop i Strängnas, skald

#### Med geografisk bestämning
- Thomas av Aquino (1225–1274), italiensk teolog och filosof
- Thomas av Celano (1200–1255), italiensk skald och biografisk författare
- Thomas Ι av Savojen (1178–1233), regerande greve
- Tomas av Villanova (1488–1555), spansk ärkebiskop
- Tomas i Växsjö  (1300talet), lagman i Hälsingland
- Thomas av Woodstock (1355–1397), engelsk kungason
- Thomas (biskop i Åbo) (död 1248)

### Med efternamn
- Tomas Adolphson, svensk musiker, sångare och kompositör
- Tomas Alfredson, svensk regissör
- Thomas Alsgaard, norsk skidlöpare
- Thomas Anders, tysk sångare, kompositör och producent
- Tomas Arvidsson, författare av detektivromaner
- Thomas Bach, tysk fäktare, ordförande för Internationella olympiska kommittén
- Thomas Bangalter, fransk utövare av elektronisk musik
- Thomas Beecham, brittisk dirigent
- Tomas Berdych, tjeckisk tennisspelare
- Thomas Blomqvist, finländsk politiker
- Thomas S. Bocock, amerikansk politiker
- Thomas Bodström, jurist, politiker, författare och f.d. statsråd
- Tomas Bolme, svensk skådespelare och fackföreningsman
- Tomas Brolin, svensk fotbollsspelare, VM-brons 1994, bragdmedaljör
- Tomas von Brömssen, svensk skådespelare
- Thomas Burke (friidrottare), amerikansk friidrottare
- Thomas Carlzon, företagsledare och landshövding i Kalmar län
- Thomas Cromwell, engelsk statsman
- Thomas Curtis, amerikansk friidrottare
- Thomas Dausgaard, dansk dirigent
- Thomas G. Davidson, amerikansk politiker, demokrat, kongressrepresentant från Louisiana
- Thomas Dewey, amerikansk politiker
- Thomas Di Leva, svensk sångare, kompositör och skådespelare
- Thomas Edison, amerikansk uppfinnare och industrialist
- Tomas Eneroth, svensk politiker (S), statsråd
- Thomas Enqvist, tennisspelare
- Thomas ”Orup” Eriksson (född 1958), sångare, gitarrist och låtskrivare
- Thomas Eriksson (längdskidåkare), svensk längdskidåkare
- Tomas Forssell, svensk musiker, musikpedagog och skådespelare
- Tomas Fåglum, svensk tävlingscyklist
- Thomas Gainsborough, brittisk målare
- Tomas Gustafson, svensk skridskoåkare
- Thomas Gylling, svensk producent och programledare för TV
- Tomas Haake, svensk trumslagare i Meshuggah
- Thomas Hammarberg, svensk diplomat, politiker, lärare och journalist
- Thomas Hanzon, svensk skådespelare
- Thomas Hardy, brittisk författare och poet
- Thomas Harris, amerikansk författare
- Thomas Hellberg, svensk skådespelare, regissör och manusförfattare
- Thomas Hobbes, engelsk filosof
- Tomas Holmström, svensk ishockeyspelare
- Thomas Jefferson, USA:s tredje president 1801–1809
- Thomas M. Jett, amerikansk politiker, demokrat, kongressrepresentant från Illinois
- Thomas Johanson, finländsk seglare
- Tomas Johansson, svensk brottare
- Tomas Johansson (politiker), svensk politiker
- Thomas Johansson (tennisspelare), tennisspelare
- Tomas Jonsson, ishockeyspelare
- Thomas Jutterström, svensk jazzmusiker
- Thomas Kingo, dansk psalmförfattare
- Thomas Klestil, österrikisk politiker, förbundspresident 1992-2004
- Thomas Samuel Kuhn, amerikansk vetenskapsteoretiker och författare
- Thomas Lagerberg, pianist, kördirigent och musikpedagog
- Tomas Ledin, svensk sångare, kompositör, gitarrist och skivproducent
- Tomas Lidman, svensk riksarkivarie och riksbibliotekarie
- Tomas Lindahl, svensk biokemist, nobelpristagare
- Thomas Lövkvist, svensk tävlingscyklist
- Thomas Madsen-Mygdal, dansk politiker (venstre),  statsminister 1926-1929
- Thomas Robert Malthus, brittisk präst, nationalekonom och demograf
- Thomas Mann, tysk författarem nobelpristagare
- Thomas K. Mattingly, amerikansk astronaut
- Thomas Merton, amerikansk trappistmunk och författare
- Thomas More, engelsk politiker och författare
- Thomas H. Morgan, amerikansk zoolog och genetiker, nobelpristagare
- Thomas Morley, engelsk tonsättare
- Tomas Norström, skådespelare
- Thomas Nyström, svensk musiker och ljudtekniker
- Thomas Olsson, svensk fotbollsspelare
- Tomas Olsson, svensk äventyrare och extremskidåkare
- Thomas Paine, brittisk-amerikansk radikal skriftställare
- Thomas Love Peacock, brittisk författare och satiriker
- Thomas Petersson (biskop), biskop i Visby stift
- Tomas Pontén, svensk skådespelare och regissör
- Thomas Quick, ursprungligen och sedan 2002 åter Sture Bergwall, svensk man som dömts och sedan blivit frikänd för ett flertal mord
- Thomas Ravelli, svensk fotbollsspelare
- Tomas Ražanauskas, litauisk fotbollsspelare
- Tomas Riad, svensk språkvetare, ledamot av Svenska Akademien
- Thomas R. Ross, amerikansk politiker, demokrat-republikan, kongressrepresentant från Ohio
- Thomas Rundqvist, svensk ishockeyspelare
- Tomas Scheckter, sydafrikansk racerförare
- Thomas Schuback, svensk pianist, professor
- Thomas Silver, svensk musiker
- Thomas Sjöberg, svensk fotbollsspelare
- Tomas Sjödin, svensk författare och pingstpastor
- Thomas P. Stafford, amerikansk astronaut
- Tomas Strandberg, svensk ishockeyspelare
- Thomas Söderberg, svensk biskop
- Thomas Tidholm, svensk författare, poet, dramatiker, radiojournalist, översättare, fotograf
- Tomas Tivemark, svensk skådespelare, manusförfattare, filmproducent och kompositör
- Thomas H. Tongue, amerikansk politiker, republikan, kongressrepresentant från Oregon
- Tomas Tranströmer, svensk poet, översättare och psykolog som tilldelats Nobelpriset i litteratur
- Tomáš Vokoun, tjeckisk ishockeyspelare
- Thomas Wassberg, svensk längdskidåkare, bragdmedaljör
- Thomas Wright (astronom), brittisk astronom och filosof
- Thomas Wright (författare), engelsk skriftställare, historiker och filolog
- Tomas Žvirgždauskas, litauisk fotbollsspelare, bland annat i Halmstads BK
- Thomas ärkediakonen, 1200-talskrönikör från Spalato (dagens Split i Kroatien)
- Thomas Öberg, svensk musiker

## Fiktiva personer med förnamnet Thomas/Thomaz/Tomas
- Thomas Glahn, huvudperson och berättare i Knut Hamsuns roman Pan från 1894
- Thomas Gradgrind, person i Charles Dickens' roman Hårda tider från 1854
- Tomas Lack, person i flera böcker av Ludvig Nordström.

## Personer med efternamnet Thomas eller med varianter av detta namn

### A
- Adalius Thomas (född 1977), amerikansk spelare av amerikansk fotboll
- Albert Thomas, flera personer
  - Albert Thomas (amerikansk politiker) (1898–1966), amerikansk politiker, kongressrepresentant från Texas
  - Albert Thomas (politiker) (1878–1932), fransk politiker
- Alex Thomas (född 1978), brittisk trumslagare
- Alexandre Thomas (1810–1898), belgisk målare
- Ambroise Thomas (1811–1896), fransk tonsättare
- Andy Thomas (född 1951), amerikansk astronaut
- Angie Thomas (född 1988), amerikansk författare
- Antonia Thomas (född 1986), brittisk skådespelare
- Anthony Thomas (född 1982), engelsk fotbollsspelare
- Antoine-Léonard Thomas (1732–1785), fransk skriftställare
- Arthur Goring Thomas (1850–1892), engelsk översättare

### B
- B.J. Thomas (född 1942), amerikansk sångare
- Ben Thomas (född 1996), kanadensisk ishockeyspelare
- Ben Thomas (amerikansk fotboll) (född 1961), amerikansk spelare av amerikansk fotboll
- Bertram Thomas (1892–1950), brittisk forskningsresande och författare
- Bill Thomas (född 1983), amerikansk ishockeyspelare
- Brandon Thomas (1856–1914), brittisk författare, dramatiker och skådespelare
- Brittney Thomas (född 1989), amerikansksvensk basketspelare

### C
- Carla Thomas (född 1942), amerikansk soulsångare
- Charles Thomas, flera personer
  - Charles Thomas (Coloradopolitiker) (1849–1934), amerikansk politiker, demokrat, guvernör och senator för Colorado
  - Charles Thomas (diplomat) (1934–1998), amerikansk diplomat
- Charles Xavier Thomas (1785–1870), fransk matematiker
- Chris Thomas (född 1947), brittisk musikproducent
- Christian Thomas (född 1992), kanadensisk ishockeyspelare
- Clare Thomas (född 1989), brittisk skådespelare
- Clarence Thomas (född 1948), amerikansk jurist, ledamot av högsta domstolen
- Craig Thomas (1933–2007), amerikansk politiker, republikan, senator för Wyoming
- Craig Thomas (författare) (1942–2011), brittisk thrillerförfattare

### D
- David Thomas (musiker) (1953–2025), amerikansk rocksångare
- Debi Thomas (född 1967), amerikansk konståkare
- Donald Thomas (född 1984), bahamansk höjdhoppare
- Donald A. Thomas (född 1955), amerikansk astronaut
- Dwight Thomas (född 1980), amerikansk friidrottare, löpare
- Dylan Thomas (1914–1953), brittisk författare och poet

### E
- Earl Thomas (född 1989), amerikansk spelare av amerikansk fotboll
- Ed Thomas (född 1961), walesisk dramatiker, TV-producent och regissör
- Eddie Kaye Thomas (född 1980), amerikansk skådespelare
- Edward Thomas (1878–1917), brittisk författare och poet
- Edward Donnall Thomas (1920–2012), amerikansk läkare, nobelpristagare
- Elbert D. Thomas (1883–1953), amerikansk politiker, demokrat, senator för Utah
- Elizabeth Marshall Thomas (född 1931), amerikansk antropolog
- Elmer Thomas (1876–1965), amerikansk politiker, demokrat, kongressrepresentant och senator för Oklahoma
- Emma Thomas (född 1971), brittisk filmproducent
- Eric Thomas, programutvecklare

### F
- Francis Thomas (1799–1876), amerikansk politiker, guvernör för Maryland
- Frank Thomas (1912–2004), amerikansk animatör och manusförfattare

### G
- Gabriel-Jules Thomas (1824–1905), fransk skulptör
- George Henry Thomas (1816–1870), amerikansk general
- George M. Thomas (1828–1914), amerikansk politiker, republikan, kongressrepresentant från Kentucky
- Geraint Thomas (född 1986), brittisk tävlingscyklist

### H
- Heidi Thomas (född 1962), brittisk författare och manusförfattare
- Helen Thomas (1920–2013), amerikansk journalist
- Helga Thomas (1891–1988), svensk-tysk skådespelare
- Hendry Thomas (född 1985), honduransk fotbollsspelare
- Henry Thomas (född 1971), amerikansk skådespelare och musiker
- Henry F. Thomas (1843–1912), amerikansk politiker, republikan, kongressrepresentant från Michigan
- Herb Thomas (1923 2000), amerikansk racerförare
- Hugh Thomas (född 1931), brittisk historiker

### I
- Irma Thomas (född 1941), amerikansk sångerska
- Isaac Thomas (1784–1859), amerikansk politiker, demokrat-republikan, kongressrepresentant från Tennessee
- Isaiah Thomas (född 1989), amerikansk basketspelare
- Isiah Thomas (född 1961), amerikansk baskettränare och spelare
- Iwan Thomas (född 1974), brittisk friidrottare, löpare

### J
- Jake Thomas (född 1990), amerikansk skådespelare
- James Thomas (1785–1845), amerikansk politiker, guvernör i Maryland
- James Henry Thomas (1874–1949), brittisk fackföreningsledare och politiker
- Jérôme Thomas (född 1979), fransk boxare
- Jesse B. Thomas (1777–1853), amerikansk politiker, senator för Illinois
- Johannes Thomas (född 1949), östtysk roddare
- John Thomas (1805–1871), brittisk-amerikansk teolog
- John Thomas (friidrottare) (1941–2013), höjdhoppare
- John W. Thomas (1874–1945), amerikansk politiker, senator för Idaho
- Jonathan Taylor Thomas (född 1981), amerikansk skådespelare

### K
- Kimmo Thomas (född 1974), nederländsk vattenpolospelare
- Kristian Thomas (född 1989), brittisk gymnast
- Kurt Thomas (1904–1973), tysk tonsättare

### L
- Leon Thomas III (född 1993), amerikansk skådespelare
- Leslie Thomas (1931–2014), brittisk författare
- Lindsay Thomas (född 1943), amerikansk politiker, demokrat, kongressrepresentant från Georgia

### M
- Max Thomas (1891–1945), tysk läkare och SS-man
- Michael Thomas (född 1967), engelsk fotbollsspelare
- Mick Thomas (född 1960), australisk singer-songwriter

### N
- Nolan Thomas (född 1966), amerikansk popsångare
- Norman Thomas (1884–1968), amerikansk politiker, socialist

### O
- Oldfield Thomas (1858–1929), brittisk zoolog
- Olive Thomas (1894–1920), amerikansk fotomodell och skådespelare

### P
- Paul Thomas, flera personer
  - Paul Thomas (basist) (född 1980)
  - Paul Thomas (pornografi) (född 1947), pornografisk filmman
- Peter Thomas (född 1925), tysk kompositör
- Philip Francis Thomas (1810–1890), amerikansk politiker, demokrat, guvernör i Maryland
- Philip Michael Thomas (född 1949), amerikansk skådespelare
- Pinklon Thomas (född 1958), amerikansk boxare

### R
- R.S. Thomas (1913–2000), brittisk poet och anglikansk präst
- Ray Thomas (född 1941), brittisk musiker och låtskrivare
- René Thomas (racerförare) (1886–1975), fransk racerförare
- Richard Thomas (född 1951), amerikansk skådespelare
- Rob Thomas – flera personer
  - Rob Thomas (författare) (född 1965), amerikansk författare och manusförfattare
  - Rob Thomas (sångare) (född 1972), amerikansk rocksångare och låtskrivare
- Rosie Thomas (född 1978), amerikansk singer-songwriter och ståuppkomiker
- Ross Thomas (1926–1995), amerikansk författare
- Rozonda Thomas (född 1971), sångerska och skådespelare
- Rufus Thomas (1917–2001), amerikansk sångare och komiker

### S
- Sarah Thomas (född 1981), brittisk landhockeyspelare
- Scarlett Thomas (född 1972), engelsk författare
- Sean Patrick Thomas (född 1970), amerikansk skådespelare
- Sidney Gilchrist Thomas (1850–1885), engelsk metallurg
- Steve Thomas  (född 1963), kanadensisk-brittisk ishockeyspelare

### T
- Theodore Thomas (1835–1905), tysk-amerikansk violinist och dirigent
- Tim Thomas (född 1974), amerikansk ishockeymålvakt
- Tristan Thomas (född 1986), australisk friidrottare, häcklöpare

### V
- Vera Thomas-Dace (aktiv 1938–1950), engelsk bordtennisspelare
- Víctor Tomás (född 1985), spansk handbollsspelare

### W
- William Widgery Thomas (1839–1927), amerikansk jurist, diplomat och skriftställare